# 沢東洋男
沢 東洋男（さわ とよお、1890年 - 1971年3月11日）は、東京都出身のプロ野球審判員・監督。

## 来歴・人物
旧制東京中学から早稲田大学、國學院大學監督を経て、1936年より始まったプロ野球（当時は日本職業野球連盟）の審判員となり、初代の審判部長に就任した。この年は審判員は3人しかおらず、沢はその貴重な一人であった。
1940年シーズン途中からイーグルス・黒鷲軍の監督を山脇正治より引き継ぎ、シーズン終了まで務めた。監督としての通算成績は67試合で26勝38敗3分、勝率.406である。戦後、再び、審判員に復帰、昭和21年、22年と2年間、務めていた。
1971年3月11日に死去。享年81。

## 詳細情報

### 背番号
- 30 （1940年）

### 通算監督成績
- 67試合 26勝38敗3分、勝率.406